# Мидзунума, Такаси
Такаси Мидзунума (яп. 水沼 貴史 Мидзунума Такаси, род. 28 мая 1960, Сайтама) — японский футболист и тренер. Выступал за сборную Японии. Его сын — футболист Кота Мидзунума.

## Клубная карьера
На протяжении своей футбольной карьеры выступал за клуб «Иокогама Маринос», (ранее — «Ниссан Моторс»), к которому присоединился после окончания университета Хосэй в 1983 году. В составе команды Мидзунума становился обладателем Кубка Императора в 1983 и 1985 годах. А с 1988 по 1990 год клуб выиграл все три главных титула в Японии: национальный чемпионат, Кубок лиги и дважды — Кубок Императора. В 1990-х годах клуб также выиграл Кубок лиги 1990 и 1991 годов и Кубок Императора в 1992 году. Более того, «Иокогама Маринос» дважды завоёвывал Азиатский Кубок обладателей кубков в 1991-92 и 1992-93 годах. В сезоне 1995 года Мидзунума завершил игровую карьеру в первом матче сезона.

## Карьера в сборной
В августе 1979 года, когда Мидзунума был студентом, он участвовал в Чемпионате мира среди молодёжных команд 1979 года в составе молодежной сборной Японии (до 20 лет). Он сыграл все 3 матча на турнире и забил гол в ворота Мексики, ставший единственным мячом японской команды в этом чемпионате.
С 1984 по 1989 год Мидзунума сыграл за национальную сборную Японии 32 матча, в которых забил 7 голов. Его дебют состоялся 18 апреля 1984 года в рамках матча квалификации на летние Олимпийские игры 1984 против Малайзии. После этого его стабильно вызывали в сборную на отборочные матчи к чемпионату мира 1986 и 1990 годов, матчи квалификации на летние Олимпийские игры 1988 года. Последним матчем за национальную команду для Мидзунумы стала товарищеская встреча с Бразилией.

## Тренерская карьера
В 2006 году Мидзунума стал помощником тренера в родном «Иокогама Маринос». В августе он заменил главного тренера Такэси Окада и руководил клубом до конца сезона. В 2007 году он оставил должность и вернулся к работе помощника тренера. В конце этого сезона он покинул клуб.

## Достижения

### Командные
«Иокогама Маринос»
- Победитель Джей-лиги: 1988/89, 1989/90, 1995
- Обладатель Кубка Императора: 1983, 1985, 1988, 1989, 1991, 1992

### Индивидуальные
- Включён в символическую сборную японской футбольной лиги: 1984, 1986/87, 1987/88, 1988/89

## Статистика

### В клубе
| Выступления за клуб | Выступления за клуб | Выступления за клуб          | Лига  | Лига | Кубок            | Кубок            | Кубок лиги | Кубок лиги | Итого | Итого |
| Сезон               | Клуб                | Лига                         | Матчи | Голы | Матчи            | Голы             | Матчи      | Голы       | Матчи | Голы  |
| Япония              | Япония              | Япония                       | Лига  | Лига | Кубок Императора | Кубок Императора | Кубок лиги | Кубок лиги | Итого | Итого |
| ------------------- | ------------------- | ---------------------------- | ----- | ---- | ---------------- | ---------------- | ---------- | ---------- | ----- | ----- |
| 1983                | Ниссан Моторс       | Чемпионат Японии. Дивизион 1 | 12    | 3    |                  |                  |            |            | 12    | 3     |
| 1984                | Ниссан Моторс       | Чемпионат Японии. Дивизион 1 | 17    | 8    |                  |                  |            |            | 17    | 8     |
| 1985/86             | Ниссан Моторс       | Чемпионат Японии. Дивизион 1 | 22    | 3    |                  |                  |            |            | 22    | 3     |
| 1986/87             | Ниссан Моторс       | Чемпионат Японии. Дивизион 1 | 22    | 3    |                  |                  |            |            | 22    | 3     |
| 1987/88             | Ниссан Моторс       | Чемпионат Японии. Дивизион 1 | 22    | 7    |                  |                  |            |            | 22    | 7     |
| 1988/89             | Ниссан Моторс       | Чемпионат Японии. Дивизион 1 | 20    | 4    |                  |                  |            |            | 20    | 4     |
| 1989/90             | Ниссан Моторс       | Чемпионат Японии. Дивизион 1 | 16    | 2    |                  |                  | 4          | 2          | 20    | 4     |
| 1990/91             | Ниссан Моторс       | Чемпионат Японии. Дивизион 1 | 10    | 1    |                  |                  | 4          | 0          | 14    | 1     |
| 1991/92             | Ниссан Моторс       | Чемпионат Японии. Дивизион 1 | 20    | 2    |                  |                  | 3          | 0          | 23    | 2     |
| 1992                | Иокогама Маринос    | Джей-лига                    | -     | -    | 4                | 3                | 3          | 0          | 7     | 3     |
| 1993                | Иокогама Маринос    | Джей-лига                    | 26    | 3    | 3                | 2                | 3          | 0          | 32    | 5     |
| 1994                | Иокогама Маринос    | Джей-лига                    | 15    | 2    | 1                | 0                | 1          | 0          | 17    | 2     |
| 1995                | Иокогама Маринос    | Джей-лига                    | 1     | 0    | 0                | 0                | -          | -          | 1     | 0     |
| Итого               | Итого               | Итого                        | 203   | 38   | 8                | 5                | 18         | 2          | 229   | 45    |

### В сборной
| Сборная Японии | Сборная Японии | Сборная Японии |
| Год            | Матчи          | Голы           |
| -------------- | -------------- | -------------- |
| 1984           | 5              | 1              |
| 1985           | 8              | 3              |
| 1986           | 0              | 0              |
| 1987           | 8              | 2              |
| 1988           | 3              | 0              |
| 1989           | 8              | 1              |
| Итого          | 32             | 7              |

### Тренерская статистика
| Команда             | С     | До    | Статистика | Статистика | Статистика | Статистика | Статистика |
| Команда             | С     | До    | И          | В          | П          | Н          | Побед %    |
| ------------------- | ----- | ----- | ---------- | ---------- | ---------- | ---------- | ---------- |
| Иокогама Ф. Маринос | 2006  | 2006  | 15         | 7          | 1          | 7          | 46.67      |
| Всего               | Всего | Всего | 15         | 7          | 1          | 7          | 46.67      |